# 柴田衛
柴田 衛（しばた まもる、1900年12月4日 - 1977年12月29日）は、日本の鉄道・機械技術者。
日本の電車用連結器として21世紀初めまでもっとも広範に用いられている柴田式密着連結器の開発者として知られる。
同じく鉄道省に勤務した技術者で柴田式自動連結器開発者の柴田兵衛は実兄。

## 経歴
本籍地は東京府豊多摩郡杉並町。1916年（大正5年）岩倉鉄道学校卒業、鉄道院に入職。以後鉄道省改組後も勤務し、工作局車両課の技手として長く電車を担当した。業務と並行して日本大学高等工学校（現在：理工学部）に学び1923年（大正12年）卒業。1938年（昭和13年）3月に技師に昇格したが、1939年（昭和14年）12月退官。
1940年（昭和15年）6月、鉄道用灯具を主力製品の一つとする小糸製作所に技術部長として招聘され、常務取締役に就任。同年設立された芝浦工場の初代工場長、1943年（昭和18年）設立の静岡工場の初代工場長も務め、戦後も鉄道車両部品製造に当たる同社の技術幹部として活動。1957年（昭和32年）には小糸製作所静岡工場を独立させた小糸電機専務となるも、小糸電機は1961年（昭和36年）に小糸製作所に再吸収され、柴田は1962年（昭和37年）に小糸製作所専務、1968年（昭和43年）に同副社長に就任（1976年6月まで在任）。1977年（昭和52年）に取締役を退き1977年末に死去した。

## 開発事績
鉄道省では、1920年代 - 1930年代に初期の鋼製電車設計に大きく関わった。鉄道省最初の鋼製電車である30系から、「流電」52系等に至る太平洋戦争前最終期の主な鋼製電車設計に関与している。
また連結器開発では、海外事例を参考に電車向けの国産密着連結器設計に取り組み、自動空気ブレーキの配管を同時接続できる原型設計で1930年（昭和5年）に特許を取得した。さらに横須賀線用32系で試験を重ね、改良型連結器として、連結器の楔形を廻り子式の真円で連結する形式を考案した。この方式が柴田式密着連結器として1932年（昭和7年）に特許を取得、1934年（昭和9年）以降の国鉄電車における標準型となった。それだけでなく後年には私鉄にも採用が広がり、日本国内における多数派方式としてデファクトスタンダード化した。
なお自動連結器の柴田式（いわゆる並形自動連結器）は、柴田式密着連結器開発に先立ち、やはり鉄道省工作局の技手であった兄の柴田兵衛が、アメリカのアライアンス式の欠点を改良し、日本における標準型となったものである。